# Knud E. Sørensen
 Der er flere personer med dette navn, se Knud Sørensen.
Knud E. Sørensen (født 16. september 1934, død 9. februar 2013), dansk klassisk pianist og docent, uddannet ved Det Kongelige Danske Musikkonservatorium i København hos professor Holger Lund Christiansen, professor Arne Skjold Rasmussen og professor Victor Schiøler, debutkoncert 1958, videregående uddannelse hos professor Guido Agosti, Accademia Musicale Chigiana i Siena, Italien.
Ansat som docent ved Det Jyske Musikkonservatorium i Aarhus i 1974-2004